# Izlivanje vode iz rudnika Gold King
Izlivanje otpadne vode iz rudnika Gold King bilo je katastrofalno za životnu sredinu. Ova nesreća se dogodila 2015. godine u rudniku blizu Silvertona, Kolorado. Zaposleni u Agenciji za zaštitu životne sredine (EPA) izazavali su nesreću otpuštanjem toksične otpadne vode u sliv reke Animas. Do nesreće je došlo dok su zaposleni pokušavali da evakuišu vodu blizu ulaza u rudnik 5. avgusta. 
Nesreća je kao posledicu imala izlivanje 3 miliona galona (11 356,2354 m³) otpadne vode i jalovine, uključujući teške metale kao što su kadmijum i olovo i drugi toksični otpad u Cementni Krik, pritoku reke Animas u Koloradu. EPA je kritikovana zato što nije upozorila države Kolorado i Novi Meksiko o dešavanjima do dana kada se otpadna voda izlila. 
EPA je preuzela odgovornost za incident, ali je odbila da plati za saniranje bilo kakve štete do koje je došlo nakon nesreće. Izlivanje je uticalo na vodene tokove opština u državama Kolorado, Novi Meksiko i Juta, kao i na Navaho-nejšn. Od 11. avgusta 2015. godine, voda je nastavila da se izliva po stopi od 500–700 US gal/min (1.9–2.6 m³/min).

## Istorija
Eksploatacija zlata je u ovoj regiji bila primarni izvor prihoda i glavna privredna grana u regionu sve do 1991. godine, kada je zatvoren poslednji rudnik u okolini Silvertona. Gold King Mine je napušten 1923. godine. Vodeni basen Gornjeg Animasa je još pre izlivanja 2015. bio ugrožen, zbog stalnog zagađenja prouzrokovanog negativnim dejstvom rudnika u regionu, zagađivači koji su dospeli u rečni tok narušili su ekosistem i izazvali nestanak ribe.
Poznato je da rudnici širom Kolorada imaju probleme sa kiselim rudničkim vodama. 

## Nesreća
U julu 2015. godine EPA-in tim je radio na uklanjanju odrona koji je prekrio cevi za drenažu.  Posle uklanjanja odrona i čišćenja drenažnih cevi nivo vode je procenjen na 1,8 m od podnožja ulaza u rudnik, za koji su mislili da je ujezerena voda. Prvobitan plan je bio da pomoću cevi dreniraju nakupljenu vodu. DRMS (Colorado Division of Reclamation, Mining and Safety) i EPA su sklopili dogovor, međutim nivo vode u tunelu nije bio dobro procenjen. 
Oko 10:51 5. avgusta, operater koji je upravljao utovarivačem zapazio je da se voda izlivala na visini od oko 61 cm iz pukotine na zidu tunela. Ubrzo je nastupilo nekontrolisano izlivanja vode koja je bila pod pritiskom. 
EPA je razmatrala bušenje odozgo kako bi izmerili nivo vode dirktno pre započinjanja otkopavanja na ulazu, kao što je to učinjeno na obližnjim rudnicima 2011. godine. Da su tako postupili znali bi pravi nivo vode i mogli bi da promene prvobitni plan. Na taj način bi izbegli nesreću koja se dogodila. Akivni rudnici su bili u obavezi da obezbede ovakva merenja nivoa vode od 1985. godine kada se dogodila velika rudnička katastrofa. 

## Uticaj na životnu sredinu
Reka Animas je zatvorena za rekreaciju do 14. avgusta 2015.  Tokom zatvaranja, zvaničnici okruga su upozorili posetioce da ostaju van vode.  Stanovnicima sa bunarima u plavnim područjima je bilo rečeno da je potrebno testiranje vode pre pića ili kupanja. Savetovano je izbegavanje kontakta sa vodom iz reke za ljude i njihove kućne ljubimce, kao i izbegavanje napajanja stoke vodom iz reke i konzumacije ribe. 
Stanovnicima područja u blizini tokova reka Animas i San Huan savetovano je testiranje vode pre upotrebe za pripremu hrane, piće i kupanje. Očekivano je da će izlivanje prouzrokovati značajne probleme za poljoprivrednike kojima je potreba rečne vode od velikog značaja. 
Do 7. avgusta izliveni otpad je dosegao do Azteka u Novom Meksiku. Sledećeg dana bio je u  Farmingtonu, najveća opština pogođena katastrofom u Novom Meksiku. Do 10. avgusta izliveni otpad stigao je do reke San Huan u Novom Meksiku i Šiprok (koji je deo Havaho-nejšna), bez do tada zabeleženih ljudskih žrtava i izumrlih divljih životinja. Teški metali su se nataložili na dnu rečnog korita. Oni su vrlo teško rastvorljivi osim ako cela reka ne postane vrlo kisela.  Očekivano je da otpad bude transportovan do jezera Pauel do 12. avgusta; međutim to se desilo 14. avgusta. 
Odeljenje za kvalitet vode u Juti (engl. The Utah Division of Water Quality) obavestilo je da će zaostali polutanti biti razređeni do te mere da voda neće biti opasna za upotrebu.  Do 11. avgusta koncentracija polutanata u Durangu vratila se na koncentraciju koja je bila poznata pre nastanka havarije.  Od 12. avgusta stropa ispuštanja otpadnih voda iz rudnika Gold King Mine u recipijent bila je 610 galona u minutu (2309 L/min). 

### Teški metali
EPA je 10. avgusta 2015. prijavila da su nivoi šest metala prekoračili dozvoljene granice za pijaću vodu koje je propisalo Odeljenje za javno zdravlje i zaštitu životne sredine u Koloradu (engl. Colorado Department of Public Health and Environment). Neki metali su pronađeni u nekoliko stotina puta večoj koncentraciji od dozvoljene, npr. olovo je identifikovano u 100 puta većoj količini od dozvoljene, gvožđe u 326 puta većoj koncentraciji od dozvoljene. Arsen i kadmijum su takođe bili preko dozvoljene graice. Ova merenja su izvedena 15 km uzvodno od Durango. 